# Malcolm Evans

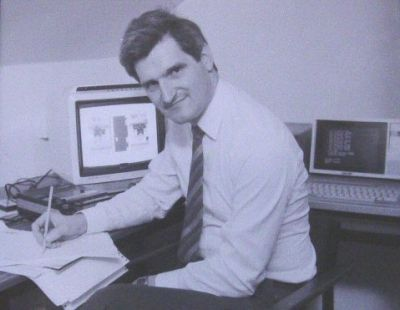
Malcolm Evans

Malcolm Evans (* April 1944 in Romford, England) ist ein britischer Spieleentwickler, der besonders durch die Computerspiele 3D Monster Maze (1982) für den Heimcomputer Sinclair ZX81 und Trashman (1984) für den ZX Spectrum bekannt wurde.

## Leben
Evans macht einen Abschluss an der Portsmouth Polytechnic und arbeitete dann für die Firma Marconi, wo er sich mit Satellitentechnik beschäftigte. In den 1970er Jahren wechselte er zur Firma Smiths Aviation, wo er Hardware für Düsentriebwerke entwickelte.
Im Jahre 1979 wechselte er wieder, diesmal zur Firma Sperry Gyroscope in Bristol, wo er in einer Arbeitsgruppe für Mikroprozessoren mitarbeitete. Hier nutzte er den Zilog Z80 und Intel 8088 Prozessor und programmierte darauf in Maschinensprache. Die Firma in Bristol schloss im Jahre 1981, aber zu diesem Zeitpunkt hatte Evans von seiner Frau zum 37. Geburtstag den ZX81 geschenkt bekommen. Malcolm entwickelte 3D Monster Maze auf diesem Rechner, um zu testen, was der Computer leisten konnte.
In einem Club für klassische Gitarre in Bristol traf Evans im Jahre 1981 John K. Greye, und zusammen gründeten sie die Softwarefirma J.K. Greye Software. Sie entwickelten zusammen mehrere Computerspiele für den ZX81. Im Frühjahr 1982 trennten sich die beiden, und Evans gründete seine eigene Firma, New Generation Software, mit der er weiter Software für den ZX Spectrum entwickelte.